# Stefan Jewtoski
Stefan Jewtoski, maced. Стефан Јевтоски (ur. 2 września 1997 w Skopju) – północnomacedoński piłkarz, grający na pozycji pomocnika.

## Kariera piłkarska

### Kariera klubowa
Wychowanek FK Metałurg Skopje, w barwach którego w 2014 rozpoczął karierę piłkarską. W styczniu 2016 podpisał kontrakt z Łokomotiwem Płowdiw. 15 sierpnia 2017 kontrakt został anulowany. W listopadzie 2017 jako wolny agent zasilił skład NK Varaždin. 20 lipca 2018 został piłkarzem Arsenału Kijów.

### Kariera reprezentacyjna
W latach 2012–2015 bronił barw juniorskich reprezentacji U-17 i U-19. Od 2017 do 2018 występował w młodzieżowej reprezentacji Macedonii.

## Sukcesy i odznaczenia

### Sukcesy piłkarskie
NK Varaždin
- wicemistrz Chorwackiej 2. HNL: 2017/18